# Маљи (Козенца)
Маљи је насеље у Италији у округу Козенца, региону Калабрија.
Према процени из 2011. у насељу је живело 497 становника. Насеље се налази на надморској висини од 552 м.